# Luna 22
Luna 22 fu un satellite artificiale lunare lanciato dall'URSS per lo studio di dati ambientali del nostro satellite, fu la seconda sonda appartenente alla nuova generazione di orbiter lunari (Ye-8LS), la prima fu Luna 19.

## La missione
Luna 22 fu lanciata il 29 maggio del 1974 alle 08:57:00 UTC tramite un razzo vettore Proton e si inserì in un'orbita circolare lunare il 2 giugno 1974. La sonda effettuerà nei successivi 18 mesi numerose correzioni orbitali per poter eseguire i suoi studi.

Lo scopo principale era quello di continuare a fotografare la superficie lunare, ma furono eseguiti anche altri studi riguardanti la composizione chimica del terreno, l'intensità del campo magnetico, la radiazione ambientale, l'attività meteoritica e le mascon.
La sonda funzionò alla perfezione per tutta la durata della missione, 18 mesi, e continuò a inviare i suoi dati a Terra fino all'esaurimento del propellente necessario alle correzioni orbitali, avvenuto il 2 settembre 1975, benché la missione principale fu dichiarata terminata il 2 aprile 1975. L'avventura di Luna 22 terminò ufficialmente i primi giorni di novembre 1975.

Questa sonda fu l'ultimo satellite artificiale lunare lanciato dall'URSS.